# Сілець (Вармінсько-Мазурське воєводство)
Сілець (пол. Silec, нім. Schülzen) — село в Польщі, у гміні Сроково Кентшинського повіту Вармінсько-Мазурського воєводства.
Населення — 122 особи (2011).

## Демографія
Демографічна структура станом на 31 березня 2011 року:
|          | Загалом | Допрацездатний вік | Працездатний вік | Постпрацездатний вік |
| -------- | ------- | ------------------ | ---------------- | -------------------- |
| Чоловіки | 57      | 6                  | 43               | 8                    |
| Жінки    | 65      | 8                  | 42               | 15                   |
| Разом    | 122     | 14                 | 85               | 23                   |